# Zilahi-díj
A Zilahi-díj egy magyar labdarúgó-vándordíj, amelyet minden évben az adott szezonban legjobban teljesítő debreceni játékos számára ítél oda a Debreceni VSC vezetősége. A díjat 1999-ben alapították és az 1999-2000-es szezon után adták át először. A nevét az ötvenes-hatvanas évek legendás debreceni csatáráról, Zilahi Zoltánról kapta. A díjat Zoltán öccse, Zilahi Péter szokta átadni. A díj történetében egyszer fordult elő, hogy nem játékos kapta, hanem edző, 2011-ben Herczeg András volt a kitüntetett.

## Díjazottak
- 2000: Vadicska Zsolt[2]
- 2001: Sándor Csaba[2]
- 2002: Böőr Zoltán[2]
- 2003: Dombi Tibor[3]
- 2004: Sándor Tamás[4]
- 2005: Halmosi Péter[5]
- 2006: Sándor Tamás[6]
- 2007: Ibrahima Sidibe[7]
- 2008: Kerekes Zsombor[8]
- 2009: Rudolf Gergely[9]
- 2010: Czvitkovics Péter[10]
- 2011: Herczeg András[11]
- 2012: Varga József[12]
- 2013: Adamo Coulibaly[13]
- 2014: Nenad Novaković[14]
- 2015: Varga József[15]
- 2016: Mészáros Norbert[16]
- 2017: Dušan Brković[17]
- 2018: Nagy Sándor[18]
- 2019: Bódi Ádám[19]
- 2020: Tőzsér Dániel[20]
- 2021: —
- 2022: Baráth Péter[20]
- 2023: Dzsudzsák Balázs[21]
- 2024: Megyeri Balázs[22]
- 2025: Bárány Donát[23]